# Ipertensione arteriosa
L'ipertensione arteriosa, chiamata spesso colloquialmente solo ipertensione, è una condizione clinica in cui la pressione del sangue nelle arterie della circolazione sistemica risulta elevata. Ciò comporta un aumento di lavoro per il cuore. La pressione arteriosa è riassunta da due misure, sistolica e diastolica, che dipendono dal fatto che il muscolo cardiaco si contrae (sistole) e si rilassa (diastole) tra un battito e l'altro. La pressione sanguigna normale a riposo è compresa tra i 110 e i 140 mmHg di sistolica e tra i 60 e i 90 mmHg di diastolica. Viene considerata un'ipertensione se vi è una pressione frequentemente pari o superiore ai 140/90 mmHg.
L'ipertensione viene classificata come primaria (essenziale) o come secondaria. Circa il 90-95% dei casi sono classificati come "ipertensione primaria", il che significa che vi è pressione alta senza evidenti cause mediche di base. Il restante 5-10% dei casi, classificati come "ipertensione secondaria" sono causati da altre malattie che colpiscono i reni, le arterie, il cuore o il sistema endocrino.
L'ipertensione è un fattore di rischio per l'ictus, per l'infarto del miocardio, per l'insufficienza cardiaca, per gli aneurismi delle arterie (es. aneurisma aortico), per la malattia arteriosa periferica ed è una causa della malattia renale cronica. Anche moderate elevazioni della pressione sanguigna arteriosa vengono associate a una riduzione dell'aspettativa di vita.
Cambiamenti nella dieta e nello stile di vita sono in grado di migliorare sensibilmente il controllo della pressione sanguigna e di ridurre il rischio di complicazioni per la salute. Tuttavia il trattamento farmacologico è spesso necessario in persone per le quali i cambiamenti dello stile di vita risultino inefficaci o insufficienti.

## Storia

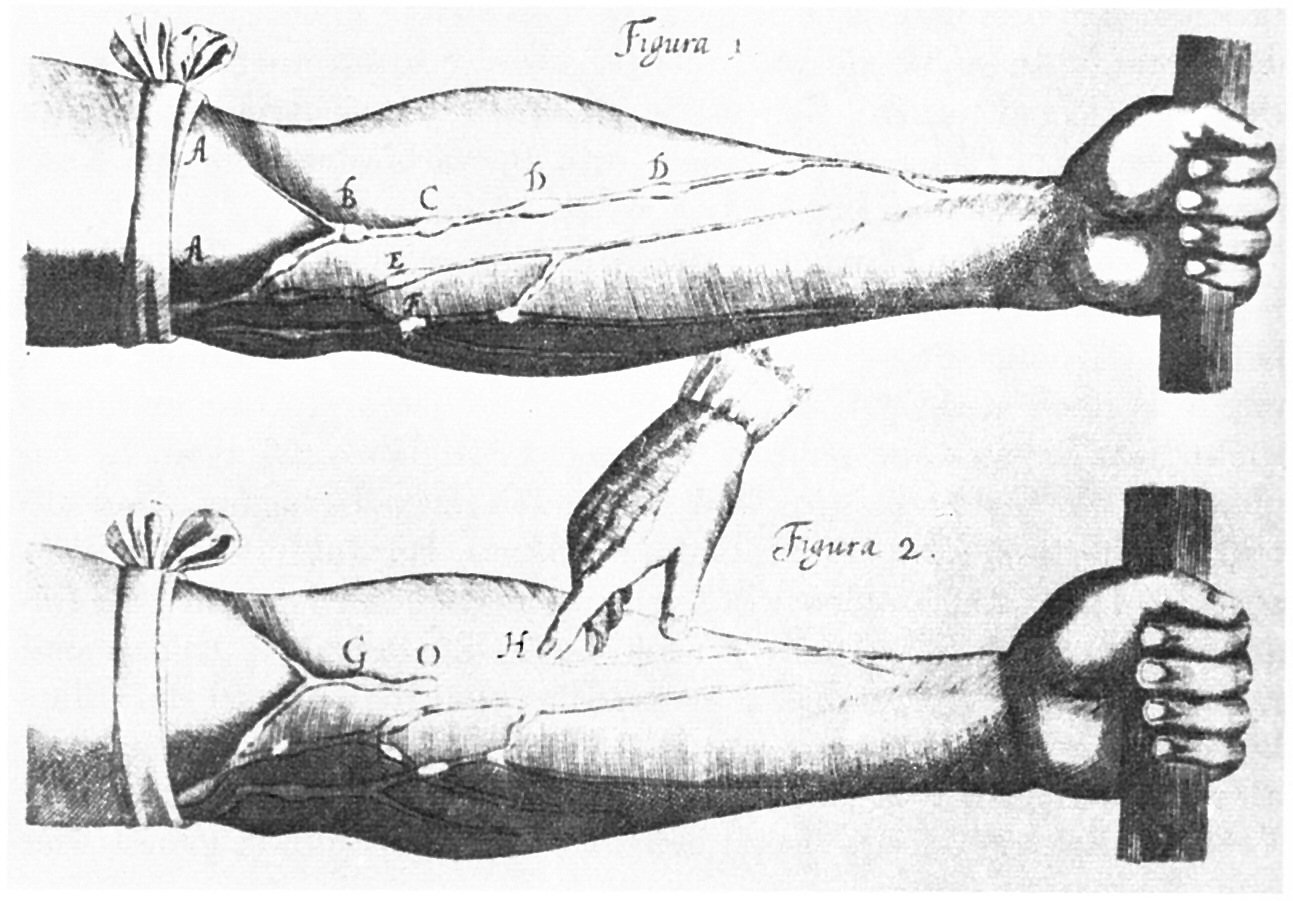
Immagine delle vene dalla pubblicazione di William Harvey: Exercitatio Anatomica de Motu Cordis et Sanguinis in animalibus.

La moderna comprensione del sistema cardiovascolare è cominciata grazie al lavoro del medico William Harvey (1578-1657), che descrisse la circolazione del sangue nel suo libro "De motu cordis". Il sacerdote inglese Stephen Hales descrisse la prima misurazione della pressione arteriosa nel 1733. Il riconoscimento dell'ipertensione come una malattia si deve, tra gli altri, a Thomas Young e in particolare a Richard Bright e ai loro studi compiuti nella prima metà del XIX secolo. La prima descrizione di pressione arteriosa elevata in una persona senza evidenza di una malattia renale, è stata fatta da Frederick Akbar Mahomed (1849-1884). Tuttavia l'ipertensione come entità clinica è nata nel 1896 con l'introduzione dello sfigmomanometro a mercurio, realizzato da Scipione Riva Rocci, che ne permise la misurazione. Nel 1905 Nikolai Korotkoff migliorò la tecnica descrivendo i cosiddetti suoni di Korotkoff che si odono quando l'arteria viene auscultata con uno stetoscopio, mentre il bracciale dello sfigmomanometro viene sgonfiato.
Storicamente il trattamento, per quella che veniva chiamata la "malattia dal polso duro", consisteva nel ridurre la quantità di sangue grazie alla pratica del salasso o mediante l'applicazione di sanguisughe. Questo trattamento era stostenuto dall'imperatore cinese Huang Di, da Cornelio Celso, da Galeno e da Ippocrate. Nel corso del XIX e XX secolo, prima che diventassero disponibili i primi trattamenti farmacologici efficaci, si utilizzavano tre rimedi per l'ipertensione, tutti con numerosi effetti collaterali: rigorosa restrizione di sodio nella dieta, simpaticectomia (ablazione chirurgica di alcune zone del sistema nervoso simpatico) e terapia pirogena (iniezione di sostanze che causano febbre e che indirettamente riducono la pressione sanguigna). Il primo preparato chimico per la gestione dell'ipertensione il tiocianato di sodio, è stato utilizzato a partire dal 1900 ma presentava notevoli effetti collaterali che lo resero impopolare. Molti altri farmaci sono stati sviluppati dopo la seconda guerra mondiale, il più popolare e ragionevolmente efficace dei quali era il cloruro di tetrametilammonio e i suoi derivati: l'esametonio, l'idralazina e la reserpina (derivata dalla pianta medicinale Rauwolfia serpentina). Un importante passo avanti è stato ottenuto con la scoperta dei primi farmaci a somministrazione orale ben tollerati. I primi sono stati il clorotiazide e i diuretici tiazidici. Entrambi sono stati messi a disposizione a partire dal 1958.

## Epidemiologia
nessun dato
     <110
     110-220
     220-330
     330-440
     440-550
     550-660
     660-770
     770-880
     880-990
     990-1100
     1100-1600
     >1600

Disability-adjusted life year per la cardiopatia ipertensiva per 100000 abitanti nel 2004 (Fonte: OMS:)
nessun dato
<110
110-220
220-330
330-440
440-550
550-660
660-770
770-880
880-990
990-1100
1100-1600
>1600

A partire dal 2000, quasi un miliardo di persone nel mondo, circa il 26% della popolazione adulta, soffriva di ipertensione L'ipertensione è più frequente negli uomini (anche se la menopausa tende a diminuire questa differenza) e negli individui di basso status socio-economico.
La condizione si presenta sia nei paesi industrializzati (333 milioni) sia in quelli in via di sviluppo (639 milioni). Tuttavia, i tassi variano notevolmente in base al luogo, con valori che partono dal 3,4% (negli uomini) e 6,8% (nelle donne) rilevati nelle zone rurali dell'India fino ad arrivare al 68,9% (uomini) e 72,5% (donne) della Polonia.
Nel 1995 è stato stimato che 43 milioni di persone negli Stati Uniti presentavano ipertensione o stavano assumendo farmaci antipertensivi, quasi il 24% della popolazione adulta degli Stati Uniti. La prevalenza negli Stati Uniti è in aumento e ha raggiunto il 29% nel 2004. A partire dal 2006, l'ipertensione colpisce 76 000 000 adulti degli Stati Uniti, il 34% della popolazione, gli afro-americani adulti hanno tra i più alti tassi di ipertensione nel mondo: raggiungono infatti valori del 44%. È più frequente nei neri e nei nativi americani e meno negli americani bianchi e nei messicani, i valori aumentano con l'età e si riscontrano più elevati nel sud-est degli Stati Uniti.
La prevalenza dell'ipertensione nei giovani è in aumento.

### Impatto socio-economico

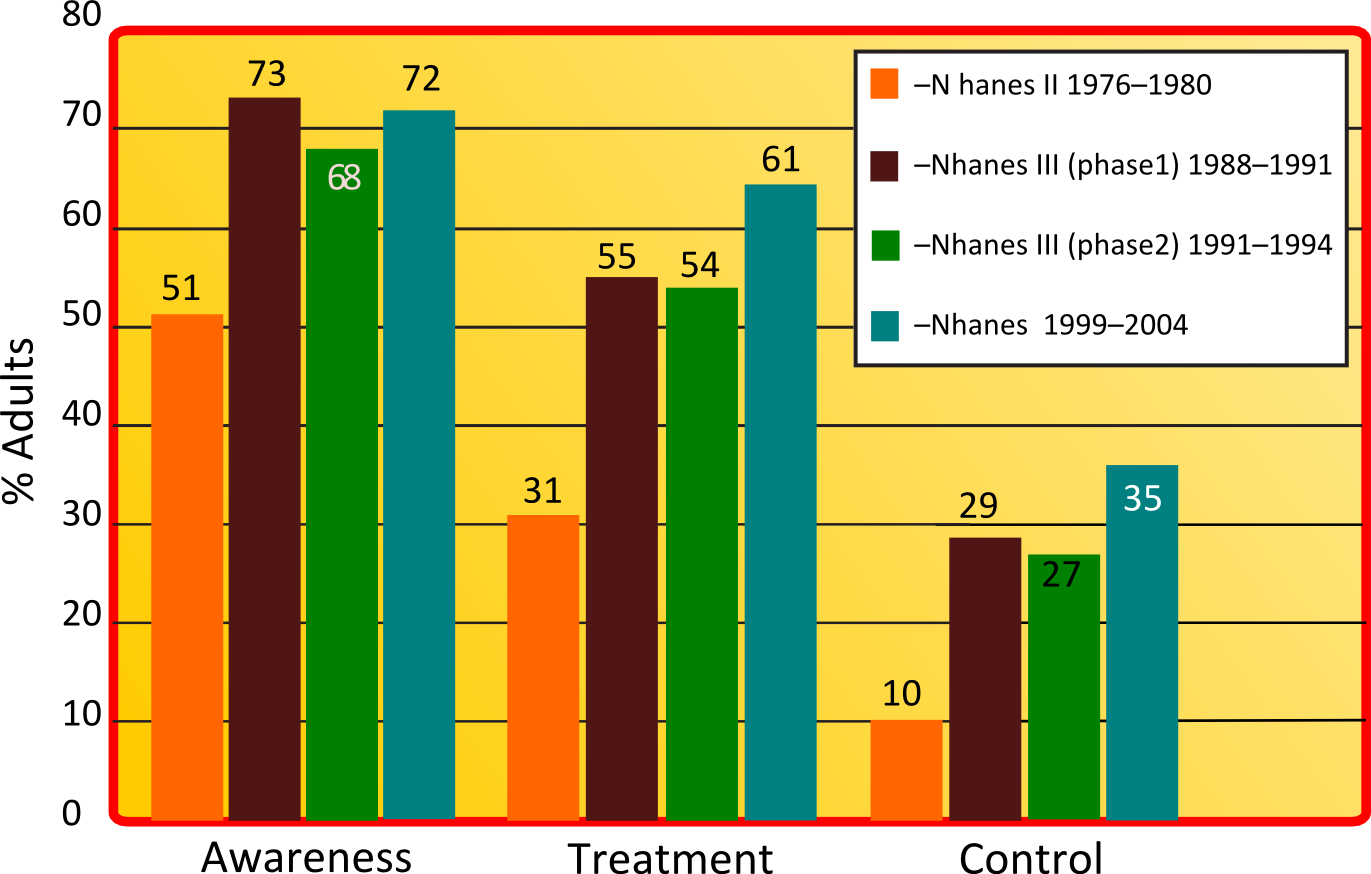
Il grafico mostra, la consapevolezza, il trattamento ed il controllo dell'ipertensione, mettendo a confronto quattro studi effettuati dal National Health and Nutrition Examination Survey

L'Organizzazione Mondiale della Sanità ha identificato l'ipertensione come la principale causa di mortalità cardiovascolare. La Worldwide Hypertension League (WHL), un'organizzazione di 85 società impegnate nell'ipertensione e di leghe nazionali, ha riconosciuto che oltre il 50% della popolazione mondiale ipertesa non è consapevole della sua condizione. Per risolvere questo problema, il WHL ha avviato nel 2005 una campagna di consapevolezza globale e dedicato il 17 maggio di ogni anno la "Giornata Mondiale dell'Ipertensione" (World Hypertension Day, WHD).
Nel 2007 vi fu la partecipazione record di 47 paesi membri del WHL. Durante la settimana del WHD, tutti questi paesi, in collaborazione con i governi locali, associazioni professionali, organizzazioni non governative e industrie private, hanno promosso la consapevolezza sull'ipertensione tra il pubblico attraverso i diversi mass-media e manifestazioni pubbliche. Grazie all'utilizzo dei mezzi di comunicazione, come Internet e la televisione, il messaggio ha potuto raggiungere più di 250 milioni di persone. La WHL stima che continuando su questa strada, 1,5 miliardi di persone affette da ipertensione arteriosa potranno essere raggiunte da questo messaggio.
L'ipertensione è il più comune problema di salute cronico che richiede prestazioni di assistenza sanitaria negli Stati Uniti d'America. L'American Heart Association ha stimato, nel 2010, i costi diretti e indiretti dell'ipertensione in 76,6 miliardi di dollari. Sempre negli Stati Uniti, l'80% delle persone con ipertensione sono consapevoli della loro condizione, il 71% assume alcuni farmaci antipertensivi, ma solo il 48% di coloro che ne sono a conoscenza sono adeguatamente controllati.
La gestione corretta dell'ipertensione può essere ostacolata da carenze nella diagnosi e nel trattamento e/o nel controllo della pressione. Gli operatori sanitari devono affrontare molteplici difficoltà per il raggiungimento della pressione sanguigna corretta.
I pazienti, talvolta, sono restii ad aderire ai programmi medici e apportare le modifiche al proprio stile di vita. Tuttavia, il raggiungimento di un corretto valore pressorio è possibile, riducendo così in maniera significativa, il rischio di morte per malattie cardiache e ictus, lo sviluppo di altre condizioni debilitanti e il costo associato alle cure mediche avanzate.

## Eziologia e classificazioni

### Ipertensione primaria
L'ipertensione arteriosa primaria o ipertensione essenziale è la forma più comune di ipertensione, rappresentando il 90-95% di tutti i casi. In quasi tutte le società contemporanee, la pressione sanguigna aumenta con l'invecchiamento e il rischio di diventare ipertesi in età avanzata è notevole.
L'ipertensione è il risultato di una complessa interazione fra geni e fattori ambientali. Numerose varianti genetiche comuni che comportano piccoli effetti sulla pressione sanguigna, sono stati identificati così come alcune varianti genetiche rare che portano a grandi effetti sulla pressione arteriosa. Tuttavia la base genetica dell'ipertensione è ancora poco conosciuta.
Diversi sono i fattori ambientali e inerenti allo stile di vita che influenzano la pressione sanguigna; ad esempio la si può diminuire con un ridotto apporto di sale nella dieta, con l'aumento del consumo di frutta e di alimenti a basso contenuto di grassi, con l'esercizio fisico, con la perdita di peso e con una riduzione dell'assunzione di alcol.
Lo stress sembra svolgere un ruolo minore con le tecniche di rilassamento specifiche che non sono supportate da elementi di prova.
Il possibile ruolo di altri fattori, quali il consumo di caffeina, e la carenza di vitamina D, appare meno chiaro.
L'insulino resistenza, che è comune nell'obesità è una componente della sindrome metabolica che viene ritenuta una possibile concausa all'ipertensione.
Recenti studi hanno inoltre evidenziato alcuni eventi risalenti ai primi anni di vita, come ad esempio un basso peso alla nascita, il tabagismo della madre in gravidanza e la mancanza di allattamento al seno, come fattori di rischio per lo sviluppo dell'ipertensione essenziale da adulti, anche se i meccanismi che collegano tali esposizioni restano oscuri.
Negli adolescenti che presentano ipertensione, questa, nell'85-95% dei casi, è primaria o essenziale.

### Ipertensione secondaria
L'ipertensione secondaria è dovuta a una causa identificabile e nota.
La malattia renale è la causa più comune dell'ipertensione secondaria, si veda ad esempio il caso dell'Ipertensione nefrovascolare. L'ipertensione può anche essere causata da condizioni endocrine, come la sindrome di Cushing, l'ipertiroidismo, l'ipotiroidismo, l'acromegalia, la sindrome di Conn o iperaldosteronismo, l'iperparatiroidismo e il feocromocitoma.
Altre cause dell'ipertensione secondaria sono l'obesità, l'apnea notturna, la gravidanza, la coartazione dell'aorta, il consumo eccessivo di liquirizia e di alcuni medicinali soggetti a prescrizione, rimedi a base di erbe e droghe illegali.
La maggior parte dell'ipertensione infantile, in particolare nei preadolescenti, è secondaria a una malattia di base. A parte l'obesità, la malattia renale è la causa più frequente (60-70%) d'ipertensione nei bambini.

## Patogenesi

Diagramma che illustra le principali complicanze della ipertensione persistente.

### Complicanze
La malattia ipertensiva è responsabile della diminuzione delle aspettative di vita dei pazienti affetti. I disturbi provocati dall'ipertensione gravano sugli organi vitali: cervello, cuore, retina, vasi arteriosi e rene.
Per quanto riguarda il cuore, in un primo tempo si ha ipertrofia concentrica del ventricolo sinistro, in seguito il ventricolo sinistro si dilata e sopraggiunge l'ipertrofia eccentrica, con possibile scompenso emodinamico. Inoltre l'aumento della massa cardiaca espone a maggior rischio di ischemia cardiaca.
La sclerosi vasale, microaneurismi con possibile rottura ed emorragia intracranica, mal di testa, vertigini, sincope, sono tutte complicanze che possono occorrere al sistema nervoso centrale in seguito all'ipertensione. Anche l'apparato visivo può risentire di condizione ipertensiva a lunga durata. Tipici effetti sulla retina sono: restringimento e sclerosi arteriolare diffusa, con aree ischemiche, microaneurismi e dilatazione capillare. Tutto ciò può comportare una diminuzione del visus.
Gli effetti sui reni possono essere vari: progressiva sclerosi dei vasi intrarenali con diminuzione della filtrazione glomerulare e conseguente riduzione della funzionalità dell'organo, fino all'insufficienza renale. Mentre i vasi arteriosi possono andare incontro ad aterosclerosi e microaneurismi.

### In gravidanza

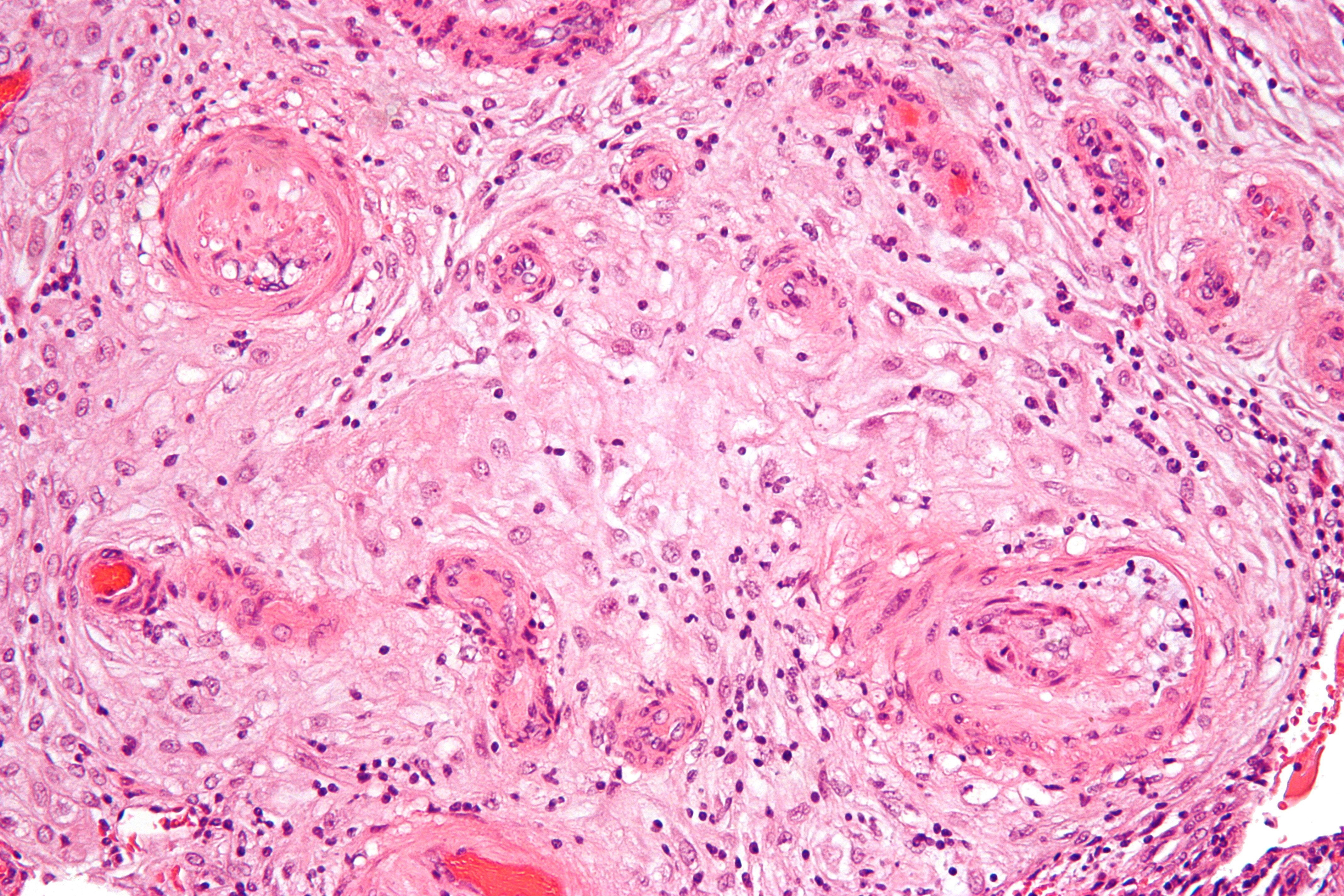
Una microfotografia che mostra una vasculopatia ipertrofica deciduale, un quadro riscontrabile nell'ipertensione gestazionale - una componente della pre-eclampsia. Colorazione con ematossilina eosina.

L'ipertensione si verifica in circa l'8-10% delle gravidanze. La maggior parte delle donne con ipertensione in gravidanza aveva una preesistente ipertensione primaria. Tuttavia l'ipertensione durante la gestazione può essere il primo segno di pre-eclampsia, una condizione grave che si può riscontrare nella seconda metà di una gravidanza e nel puerperio.
La pre-eclampsia è caratterizzata da aumento della pressione arteriosa e dalla presenza di proteine nelle urine. Essa si verifica in circa il 5% delle gravidanze ed è responsabile di circa il 16% di tutte le morti materne a livello globale. La pre-eclampsia raddoppia anche il rischio di mortalità perinatale.
La pre-eclampsia può occasionalmente progredire a una condizione che mette in pericolo di vita, chiamata eclampsia. L'eclampsia è una emergenza ipertensiva che presenta diverse gravi complicanze, tra cui la perdita della vista, l'edema cerebrale, crisi epilettiche o convulsioni, insufficienza renale, edema polmonare e coagulazione intravascolare disseminata (una coagulazione disordinata del sangue).

## Clinica

### Segni e sintomi
Raramente l'ipertensione viene accompagnata da sintomi e la sua identificazione avviene solitamente attraverso lo screening, o quando ci si cura per un altro problema non correlato. Una parte delle persone con ipertensione, tuttavia, lamenta mal di testa, in particolare nella zona superiore e nella mattinata ed episodi di svenimento. Stordimento, vertigini, tinnito (ronzio o sibilo nelle orecchie) e visione alterata sono sintomi correlati solitamente solo all'ipertensione da ansia.
Durante l'esame obiettivo, l'ipertensione può essere sospettata sulla base della presenza di retinopatia ipertensiva rilevata mediante l'esame ottico del fundus oculi mediante oftalmoscopio. Normalmente, la gravità della retinopatia ipertensiva viene classificata mediante i gradi che vanno dall'I al IV, anche se i tipi più lievi possono essere difficili da distinguere uno dall'altro. I risultati della oftalmoscopia possono anche dare alcune indicazioni sul periodo in cui una persona è stata ipertesa.

#### Ipertensione secondaria
Alcuni segni e sintomi aggiuntivi possono suggerire ipertensione arteriosa secondaria, dovuta a una causa identificabile come le malattie renali o le malattie endocrine.
Per esempio, l'obesità, l'intolleranza al glucosio, smagliature viola suggeriscono la sindrome di Cushing. le malattie della tiroide e l'acromegalia possono inoltre causare ipertensione e presentano sintomi e segni caratteristici. Un soffio addominale può essere un indicatore di stenosi dell'arteria renale (un restringimento delle arterie che perfondono i reni), mentre la riduzione della pressione arteriosa degli arti inferiori può indicare una coartazione aortica (un restringimento dell'aorta poco lontano dal cuore). L'ipertensione labile o parossistica accompagnata da mal di testa, palpitazioni, pallore e sudorazione, deve indurre il sospetto di feocromocitoma.

#### Nei neonati e nei bambini
La mancata crescita, le convulsioni, l'irritabilità, la mancanza di energia e la difficoltà di respirazione possono essere associate con l'ipertensione nei neonati e nei bambini piccoli. Nei bambini, l'ipertensione può causare mal di testa, irritabilità inspiegabile, stanchezza, ritardo di crescita, visione offuscata, sangue dal naso e paralisi facciale.

### Diagnosi
| Apparato                                                | Esame                                                                      |
| ------------------------------------------------------- | -------------------------------------------------------------------------- |
| Apparato urinario                                       | Esame delle urine, proteinuria, azoto ureico e/o creatinina                |
| Apparato endocrino                                      | Sodio, potassio, calcio, Ormone tireostimolante (TSH).                     |
| Metabolico                                              | Test del glucosio, colesterolo totale, colesterolo HDL e LDL, trigliceridi |
| Altro                                                   | Ematocrito, Elettrocardiogramma e radiografia del torace                   |
| Fonte: Harrison's principles of internal medicine altre |                                                                            |

L'ipertensione viene diagnosticata sulla base di una pressione arteriosa persistentemente elevata. Tradizionalmente, ciò richiede tre misurazione intervallate nell'arco di un mese. La valutazione iniziale del paziente iperteso deve includere una anamnesi completa e una visita medica.
Una volta che viene fatta la diagnosi di ipertensione, si tenta di identificarne la causa sottostante, basandosi sui fattori di rischio e sugli altri sintomi, se presenti. L'ipertensione secondaria è più comune nei bambini preadolescenti, con la maggior parte dei casi causati da malattia renale. L'ipertensione primaria o essenziale è più comune negli adolescenti e presenta molteplici fattori di rischio, tra cui l'obesità e una storia familiare di ipertensione. Possono essere effettuati test di laboratorio per identificare le possibili cause dell'ipertensione secondaria e per determinare se l'ipertensione ha cagionato un danno il cuore, agli occhi e ai reni. Prove supplementari per il diabete e per i livelli di colesterolo sono di solito eseguiti in quanto queste condizioni sono ulteriori fattori di rischio per lo sviluppo di malattie cardiache e possono richiedere un trattamento.
La creatinina sierica viene misurata per valutare la presenza di malattia renale, che può essere sia la causa sia il risultato dell'ipertensione. La creatinina sierica da sola può sovrastimare la velocità di filtrazione glomerulare e linee guida recenti sostengono l'uso di equazioni predittive per la sua stima. Queste possono fornire una misura di base della funzionalità renale che può essere utilizzate per monitorare gli effetti collaterali di alcuni farmaci antipertensivi. Inoltre, prove su campioni di urina per proteine sono utilizzate come indicatore secondario della malattia renale. L'elettrocardiogramma (ECG) viene eseguito per verificare la presenza di elementi di prova che il cuore sia sottoposto ad alta pressione sanguigna. L'ECG può anche mostrare se c'è ispessimento del muscolo cardiaco (ipertrofia ventricolare sinistra) o se il cuore ha subito un disturbo lieve. Una radiografia del torace o un ecocardiogramma possono essere eseguiti per cercare segni di ingrossamento del cuore o eventuali danni.

#### Diagnosi negli adulti
|                                | sistolica (mmHg) | diastolica (mmHg) |
| Pressione ottimale             | <120             | <80               |
| Pressione normale              | <130             | <85               |
| Pressione normale alta         | 130-139          | 85-89             |
| Ipertensione lieve             | 140-159          | 90-99             |
| Ipertensione moderata          | 160-179          | 100-109           |
| Ipertensione grave             | >180             | >110              |
| Ipertensione sistolica isolata | >140             | <90               |

|                                    | ipertensione lieve | ipertensione moderata | ipertensione grave |
| Nessun altro fattore di rischio    | Basso rischio      | Rischio medio         | Rischio alto       |
| 1-2 fattori di rischio             | Rischio medio      | Rischio medio         | Rischio altissimo  |
| 3 o + fattori di rischio o diabete | Rischio alto       | Rischio alto          | Rischio altissimo  |
| Condizioni cliniche associate      | Rischio altissimo  | Rischio altissimo     | Rischio altissimo  |

Nelle persone di età superiore ai 18 anni, l'ipertensione viene definita come una pressione sistolica e/o diastolica costantemente superiore a un valore considerato normale, attualmente i 139 mmHg di sistolica e gli 89 mmHg di diastolica. Si utilizzano valori leggermente inferiori (135 mmHg sistolica o 85 mmHg diastolica) se sono derivati da una misurazione di 24 ore ambulatoriale o dal monitoraggio a casa.
Recenti linee guida internazionali hanno introdotto delle categorie al di sotto del livello di ipertensione per indicare una situazione di rischio continuo. La Joint National Committee 7ª edizione (JNC-7) usa il termine di pre-ipertensione per una pressione sistolica tra i 120 e i 139 mmHg e/o una diastolica tra gli 80 e gli 89 mmHg, Mentre le linee guida ESH-ESC (2007) e BHS IV (2004) utilizzano le categorie: ottimale, normale e alta per suddividere le pressioni sistoliche inferiori a 140 mmHg e ai 90 mmHg di diastolica.
Una sub-classificazione del JNC-7 distingue ipertensione allo stadio I, ipertensione allo stadio II, ipertensione allo stadio III e ipertensione sistolica isolata, che si riferisce alla pressione sistolica elevata accompagnata da una normale pressione diastolica, questa condizione è comune negli anziani (l'ipertensione nell'anziano è di solito associata a ridotto volume plasmatico, grave aterosclerosi, portata cardiaca normale o ridotta). L'ipertensione viene classificata come "resistente" se diversi farmaci in associazione non riescono a ridurla.

#### Diagnosi nei bambini
L'ipertensione nei neonati è rara, si verifica in circa lo 0,2 e il 3% dei neonati. La pressione sanguigna non viene misurata di routine nel neonato sano. L'ipertensione è più comune nei neonati ad alto rischio. Una varietà di fattori, quali l'età gestazionale, devono essere presi in considerazione al momento di formulare una diagnosi di ipertensione in un neonato.
L'ipertensione si verifica abbastanza comunemente nei bambini e negli adolescenti (2-9% a seconda dell'età, sesso ed etnia) ed è associata a un aumento dei rischi per la salute a lungo termine. La misurazione della pressione arteriosa è raccomandata in tutti i bambini di età superiore ai tre anni in almeno uno degli abituali controlli di salute; nei bambini con una età inferiore ai 3 anni in situazioni particolari. Tuttavia la pressione arteriosa deve essere confermata in visite ripetute prima di caratterizzare un bambino come iperteso.
La pressione arteriosa aumenta con l'età durante l'infanzia e, nei bambini, l'ipertensione è definita se i valori della pressione sistolica e/o diastolica superano il 95° percentile a ripetute misurazioni. Lo stato di preipertensione o pressione normale alta si ha se i valori della pressione sistolica e/o diastolica sono compresi tra il 90° e il 95° percentile, mentre la pressione normale è definita se i valori della pressione sistolica e diastolica sono inferiori al 90° percentile. È stato proposto che, negli adolescenti, l'ipertensione e la pre-ipertensione siano diagnosticate e classificate con gli stessi criteri usati per gli adulti

### Ipertensione arteriosa resistente
Per ipertensione arteriosa resistente si intende la persistenza di una pressione arteriosa non controllata (PA sistolica ≥ 140 mmHg e/o PA diastolica ≥ 90 mmHg), nonostante corrette abitudini di vita e l'assunzione continuativa e controllata di almeno tre farmaci antipertensivi, tra cui un diuretico.
La prevalenza dell'IR varia dal 5% nelle misurazioni dal medico curante, sino al 50% negli ambulatori nefrologici e rappresenta un notevole problema in quanto la sua presenza determina un incremento del danno d'organo a livello del cuore, del cervello e del rene.

### Urgenza ed emergenza ipertensiva

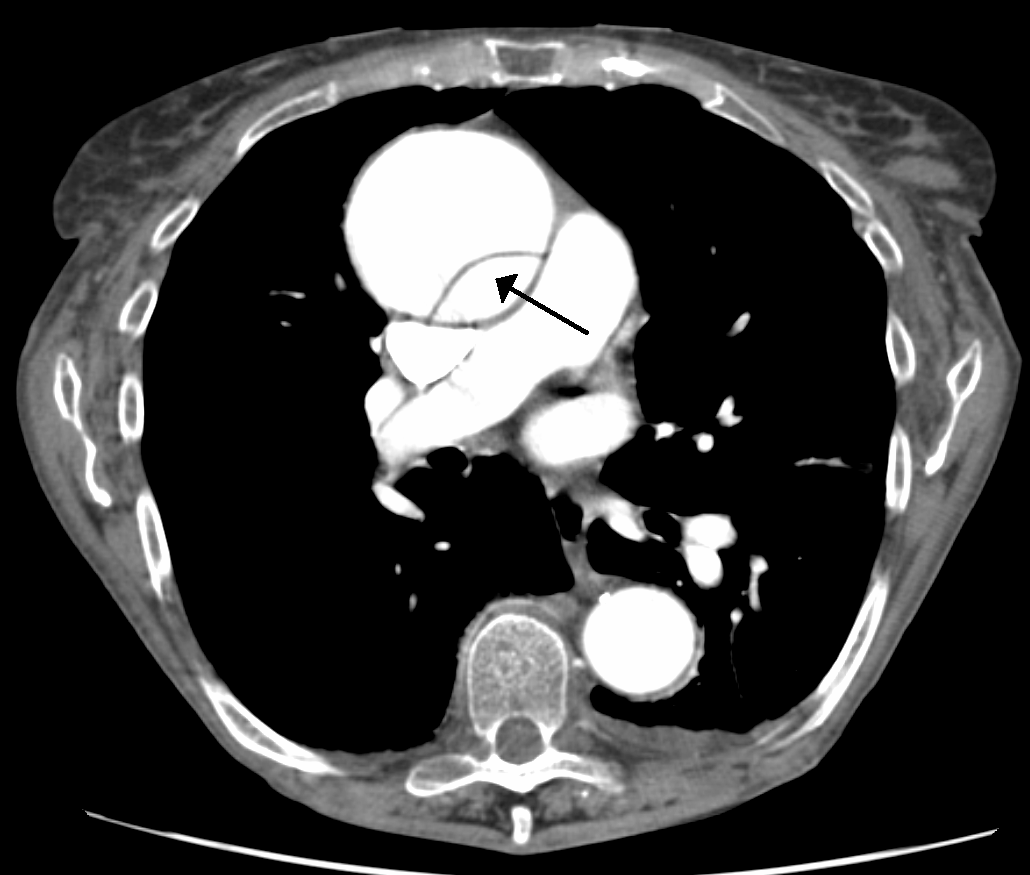
Dissecazione aortica vista grazie alla tomografia computerizzata con mezzo di contrasto. La condizione può essere favorita da un quadro di ipertensione prolungata.

Un'elevata pressione arteriosa (con una sistolica uguale o maggiore di 180 o una diastolica uguale o maggiore di 110) viene indicata come "crisi ipertensiva". Pressioni sanguigne sopra questi livelli sono note per conferire un elevato rischio di complicanze. Le persone a cui la pressione sanguigna raggiunge questi valori possono essere asintomatiche, ma è più probabile che lamentino mal di testa (22% dei casi) e vertigini rispetto alla popolazione in generale. Altri sintomi che accompagnano una crisi ipertensiva possono includere deterioramento visivo o affanno, causato dall'insufficienza cardiaca o da una sensazione generale di malessere dovuta all'insufficienza renale. La maggior parte delle persone affette da crisi ipertensiva sono già note per avere la pressione sanguigna elevata.
Una "emergenza ipertensiva", viene diagnosticata quando vi è evidenza di un danno diretto a uno o più organi a causa della elevata pressione arteriosa. Un esempio può essere l'encefalopatia ipertensiva, caratterizzato da mal di testa e un livello di coscienza alterato. Il dolore al torace può indicare danno del muscolo cardiaco (che può progredire a infarto del miocardio) o a una dissecazione aortica, la lacerazione della parete interna dell'aorta. La mancanza del respiro, la tosse ed emottisi sono segni caratteristici dell'edema polmonare, l'accumulo di liquidi nel tessuto polmonare causato dall'incapacità del ventricolo sinistro del cuore di pompare adeguatamente il sangue dai polmoni nel sistema arterioso. Possono verificarsi anche un rapido deterioramento della funzione renale (insufficienza renale acuta) e l'anemia emolitica microangiopatica (distruzione delle cellule del sangue). In queste situazioni, la rapida riduzione della pressione arteriosa ha il compito di interrompere i danni d'organo in corso. Al contrario non vi sono prove che la pressione arteriosa debba essere rapidamente abbassata in urgenze ipertesive in cui non vi è alcuna evidenza di danni d'organo. Nelle emergenze ipertensive, vengono somministrati farmaci per os per abbassare la pressione del sangue gradualmente nel corso di 24-48 ore.

## Trattamento

### Approcci non farmacologici
Tutti i pazienti affetti da ipertensione arteriosa dovrebbero essere incoraggiati a modificare lo stile di vita indipendentemente dalla necessità o meno di terapia farmacologica.
I principali interventi non farmacologici da consigliare al paziente iperteso, che si sono dimostrati in grado di ridurre i valori tensivi, ma anche di garantire effetti benefici nei confronti di altri fattori di rischio cardiovascolare, come il diabete mellito, l'obesità, la dislipidemia sono:
- Il controllo del peso corporeo.
- La limitazione del consumo di alcool.
- La pratica di esercizio fisico regolare.
- La limitazione del consumo di sodio (sale da cucina) con la dieta.

#### Modifiche allo stile di vita
Il trattamento di prima linea per l'ipertensione è identico ai cambiamenti dello stile di vita raccomandati a scopo preventivo e comprende: cambiamenti nella dieta, esercizio fisico e perdita di peso. Queste accortezze hanno dimostrato di ridurre in modo significativo la pressione sanguigna nelle persone sofferenti di ipertensione. Se l'ipertensione è sufficientemente elevata da giustificare l'uso immediato di farmaci, i cambiamenti dello stile di vita sono tuttavia ancora raccomandati in combinazione con i farmaci.
L'adozione di una dieta a basso contenuto di sodio è utile. Nei caucasici, una dieta iposodica della durata superiore alle 4 settimane è da sola capace di ridurre la pressione arteriosa, sia nelle persone con ipertensione e sia negli individui con pressione sanguigna normale. Inoltre, la "dieta DASH", una dieta ricca di frutta a guscio, cereali integrali, pesce, pollame, frutta e verdura promossa negli Stati Uniti dal National Heart, Lung, and Blood Institute abbassa la pressione sanguigna. Una caratteristica importante del piano dietetico è di limitare l'assunzione di sodio, anche se l'alimentazione è comunque ricca di potassio, magnesio, calcio, oltre che di proteine. 
Per supportare il percorso verso uno stile di vita virtuoso che comprenda una dieta equilibrata, esercizio fisico moderato ma costante e lo stop a fumo e alcolici sono nati servizi di assistenza personalizzati dove uno staff di medici può seguire il paziente nei suoi progressi anche tramite il monitoraggio in remoto dei valori della pressione che il paziente potrà rilevare autonomamente e con costanza inserendoli in un'apposita app per smartphone.
Diversi programmi volti a ridurre lo stress psicologico, come il rilassamento e la meditazione, sono pubblicizzati come rimedi per l'ipertensione. Tuttavia, l'efficacia di tali metodi non sembra essere particolarmente rilevante.

#### Biofeedback training
Il biofeedback è un metodo d'intervento non-farmacologico utilizzato nel trattamento dell'ipertensione primaria (o essenziale). Tramite il biofeedback il paziente iperteso apprende specifiche tecniche psicofisiologiche e comportamentali volte a ridurre la pressione sanguigna; ciò è reso possibile dal fatto che durante il training il paziente, tramite una speciale strumentazione, viene informato in tempo reale circa le rapide e incessanti variazioni della pressione sanguigna, ciò che gli consente di adottare le misure necessarie (suggerite dal biofeedback trainer) per abbassarla. Alla fine del training il paziente, applicando le strategie apprese, potrà mantenere sotto controllo. Questo metodo richiede una partecipazione attiva del paziente.

#### Denervazione simpatica
Fra le terapie non farmacologiche nell'ipertensione resistente alla terapia è stata inserita la denervazione simpatica. La denervazione dell'arteria renale mediante ablazione transcatetere con radiofrequenza a bassa energia, è stata proposta per risolvere quei casi in cui tutte le altre strategie hanno fallito. Questa tecnica si basa sul fatto che le terminazioni simpatiche renali afferenti ed efferenti contribuirebbero alla patogenesi dell'ipertensione arteriosa.
I risultati dello studio Symplicity HTN-1 hanno confermato il ruolo fondamentale dell'innervazione simpatica nel mantenimento di valori pressori alterati nei soggetti ipertesi e l'applicazione della denervazione simpatica si è rivelata una metodica efficace e sicura nel trattamento di pazienti affetti da forme resistenti di ipertensione, come riportato nei risultati del Symplicity HTN-2 Trial.

### Terapia farmacologica
| Rischio CV | PA normale-alta | Ipertensione grado 1                                                         | Grado 2 | Grado 3 |
| ---------- | --------------- | ---------------------------------------------------------------------------- | ------- | ------- |
| basso      | ❌              | ✅ se dopo 3-6 mesi di modifica dello stile di vita non migliorano i livelli | ✅      | ✅      |
| medio      | ❌              | ✅ se dopo 3-6 mesi di modifica dello stile di vita non migliorano i livelli | ✅      | ✅      |
| alto       | ❌              | ✅                                                                           | ✅      | ✅      |
| molto alto | ✅              | ✅                                                                           | ✅      | ✅      |

Esistono numerose classi di farmaci, chiamati farmaci antipertensivi, in grado di ridurre la pressione arteriosa mediante vari meccanismi.
Le principali classi di farmaci antiipertensivi attualmente utilizzate sono:
- ACE inibitori. Le principali molecole di questa classe sono: captopril, enalapril, zofenopril, fosinopril, lisinopril, quinapril, ramipril
- Antagonista del recettore per l'angiotensina II (Angiotensin II receptor Blocker - ARBs) o sartani: telmisartan, irbesartan, losartan, valsartan, candesartan, olmesartan
- Calcio antagonisti come per esempio la nifedipina, l'amlodipina, la lacidipina, la lercanidipina o la barnidipina.
- Diuretici: il clortalidone, la idroclorotiazide, la furosemide, la torasemide.
- Alfa bloccanti, che agiscono bloccando i recettori alfa del sistema nervoso simpatico. Ricordiamo la prazosina e la doxazosina
- Beta bloccanti, che agiscono invece bloccando (in misura differente a seconda della molecola), le diverse classi di recettore beta adrenergici. Le principali molecole di questa classe sono: atenololo, labetalolo, metoprololo, propranololo.
- Alfa-Beta bloccanti. Sono farmaci antiadrenergici ad azione mista. Rientrano in questa categoria molecole come il carvedilolo e il labetalolo.
- Simpaticolitici ad azione centrale, come per esempio la clonidina e la metildopa
- Inibitore del sistema renina-angiotensina-aldosterone. È la più recente classe di farmaci antiipertensivi; il capostipite è l'aliskiren.

Tutte le molecole citate possono essere usate da sole o in combinazione. Alcune combinazioni, come per esempio ACE-inibitore + diuretico o ARB + diuretico o ACE-inibitore + Calcio Antagonista sono in commercio in associazione in un'unica compressa, per migliorare la compliance del paziente.

## Prognosi
L'ipertensione è il più importante fattore di rischio prevenibile di morte in tutto il mondo. La condizione causa un aumento del rischio di cardiopatia ischemica, ictus, malattia vascolare periferica e di altre patologie cardiovascolari, tra cui insufficienza cardiaca, aneurisma aortico, aterosclerosi diffusa ed embolia polmonare. L'ipertensione è un fattore di rischio per il deficit cognitivo, per la demenza e per la malattia renale cronica. Altre complicanze includono retinopatia ipertensiva e nefroangiosclerosi benigna.

## Prevenzione
Cambiamenti nello stile di vita sono raccomandati, al fine di abbassare la pressione sanguigna, prima di cominciare una terapia farmacologica. Del 2004 le linee guida emanate della British Hypertension Society hanno proposto i seguenti accorgimenti, in linea con quelle indicate dall'US National High BP Education Program nel 2002, per la prevenzione primaria dell'ipertensione:
- per gli adulti, mantenere un peso corporeo normale (ad esempio, indice di massa corporea tra 20 e 25 kg/m2)
- ridurre l'assunzione di sodio con la dieta a un valore <100 mmol/die (<6 g di cloruro di sodio o <2,4 g di sodio al giorno)
- impegnarsi in una regolare attività fisica aerobica, come camminare a ritmo sostenuto (≥ 30 minuti al giorno, per la maggior parte dei giorni della settimana)
- limitare il consumo di alcool a non più di 3 unità/giorno per gli uomini e non più di 2 unità/giorno nelle donne
- seguire una dieta ricca di frutta e verdura (almeno cinque porzioni al giorno);

Una efficace modifica nello stile di vita è in grado di abbassare la pressione sanguigna tanto quanto l'assunzione di un singolo farmaco antipertensivo. Combinazioni di due o più modifiche dello stile di vita possono ottenere risultati ancora migliori. Recentemente è stato messo in luce che la malattia parodontale si associa ad un fallimento della terapia farmacologica antiipertensiva.

## Avvertenze
L'ipertensione arteriosa primaria, non causata da altre malattie (renali, endocrine, neurologiche) rappresenta uno dei principali fattori di rischio di malattia cardiovascolare che a sua volta costituisce la causa principale di morbidità e mortalità nel paziente adulto.
È importante quindi mantenere monitorata la pressione arteriosa con controlli la cui frequenza dipende dalle condizioni individuali per evidenziare precocemente un eventuale aumento dei valori pressori.
Nel paziente con pressione arteriosa < 140/90 mmHg, le linee guida internazionali raccomandano:
1) nessuna indicazione di monitoraggio (linee guida ESH/ESC, NICE, JNC VII);
2) nessun particolare intervento di monitoraggio fino a valori di pressione pari a 129/84 mmHg; controllo annuale per valori di pressione =/> 130/85 mmHg ma inferiori a 140/90 mmHg (linee guida CHEP);
3) controllo annuale della pressione arteriosa anche se inferiore a 120/80 mmHg se il paziente ha più di 50 anni o presenta fattori di rischio cardiovascolare; controllo annuale per valori di pressione >120/80 mmHg (linee guida VA/DoD).
Nel paziente con ipertensione arteriosa (=/> 140/90 mmHg), le linee guida internazionali raccomandano:
1) monitoraggio della pressione arteriosa ogni 6 mesi per pazienti con rischio cardiovascolare basso o pressione arteriosa pari a 140-159/90-99 mmHg (ipertensione di grado 1); monitoraggio ad intervalli inferiori a 6 mesi nei pazienti con rischi cardiovascolare elevato o molto elevato; in tutti i pazienti, indipendentemente dal profilo di rischio cardiovascolare monitoraggio annuale per evidenziare danno d'organo (linee guida ESH/ESC);
2) monitoraggio della pressione arteriosa una volta all'anno e valutazione della terapia, farmacologica e non (linee guida NICE);
3) monitoraggio della pressione arteriosa ogni 2-6 mesi nei pazienti non in trattamento farmacologico; monitoraggio ogni 1-2 mesi nei pazienti in terapia farmacologica fino al raggiungimento del target pressorio; monitoraggio ogni 3-6 mesi nei pazienti in terapia farmacologica una volta raggiunto il target pressorio (linee guida CHEP, VA/DoD);
4) nessuna indicazione (linee guida JNC VII).
Nei pazienti con pressione normale-elevata e nei pazienti con ipertensione l'adozione di un adeguato stile di vita permette di mantenere sotto controllo la pressione arteriosa e di ridurre il consumo di farmaci antipertensivi nei pazienti ipertesi già in terapia farmacologica.
I fattori ambientali su cui è possibile intervenire per ridurre il rischio di ipertensione comprendono: fumo, peso corporeo, alimentazione (ridotto apporto di sale e aumento del consumo di frutta e verdura), consumo di bevande alcoliche e attività fisica.
Il fumo ha un effetto sulla pressione arteriosa transitorio, in quanto aumento i valori pressori e la frequenza cardiaca nel periodo immediatamente successivo al consumo di una sigaretta, ma non sembra comportare un aumento significativo dei valori basali nel tempo. Studi epidemiologici hanno infatti evidenziato valori di pressione arteriosa sovrapponili fra fumatori e non fumatori, anche se studi che hanno preso in considerazione il monitoraggio dinamico della pressione arteriosa, hanno evidenziato valori di pressioni arteriosa diurna più elevati nei fumatori e una tendenza nel tempo ad avere una pressione sistolica più alta rispetto ai non fumatori.
La pressione arteriosa è influenzata dal peso corporeo. È stato infatti osservato come l'aumento del peso comporti un incremento dei valori pressori e viceversa, la riduzione del peso ha impattato positivamente anche sulla pressione arteriosa plasmatica, indipendentemente dai valori basali (effetto sovrapponibile fra pazienti ipertesi e normotesi). È pertanto importante mantenere sotto controllo il peso corporeo, quanto più possibile vicino al valore ottimale.
Da un punto di vista alimentare alcuni accorgimenti possono influenzare in senso positivo i valori pressori. Poiché diversi studi clinici hanno evidenziato come un basso consumo di sale da cucina sia in grado di ridurre la pressione arteriosa e la prevalenza dell'ipertensione, le linee guida internazionali raccomandano di adottare una dieta a basso contenuto di sale da cucina, evitando di aggiungere sale ai cibi, di consumare cibi salati o cibi ricchi di sodio e poveri di potassio. La quota di sale da cucina giornaliera non dovrebbe superare i 3,8 g/die (target ottimale) e comunque non superiore a 5 g giornalieri.
Anche un elevato consumo di frutta e verdura, di cibi ad elevato contenuto in potassio e un basso introito di grassi sono stati associati ad un abbassamento dei valori di pressione arteriosa. I pazienti ipertesi dovrebbero consumare 4-5 porzioni di frutta e verdura, più pesce, meno grassi saturi e meno cibi ad elevato contenuto in colesterolo.
Le linee guida europee per il trattamento dell'ipertensione arteriosa raccomandano nei pazienti con ipertensione di non consumare più di 20-30 g di alcool (etanolo) per l'uomo e di 10-20 g di alcol (etanolo) per la donna.
La sedentarietà è un fattore predittivo indipendente e importante di mortalità cardiovascolare. L'attività fisica aerobica (camminata, jogging, nuoto) e gli esercizi di resistenza hanno effetti benefici sul profilo pressorio in quanto riducono i valori di pressione arteriosa (sistolica/diastolica) in media di 3-3,5 mmHg. Le linee guida internazionali raccomandano attività fisica almeno per 30-45 minuti tutti i giorni, iniziando con esercizi fisici di tipo aerobico e associando, in un secondo momento, esercizi fisici di resistenza. L'esercizio fisico statico (esercizio fisico isometrico), che richiede molta forza muscolare e movimenti muscolari limitati, come ad esempio il sollevamento pesi, può portare ad aumenti molto elevati dei valori pressori (aumento significativo delle resistenze periferiche) e pertanto non è raccomandato nei pazienti con ipertensione. L'esercizio fisico non dovrebbe comunque essere intrapreso se l'ipertensione non è controllata (l'esercizio fisico comporta aumenti transitori anche importanti della pressione sistolica arteriosa).
La terapia farmacologica dell'ipertensione arteriosa deve essere individualizzata per il singolo paziente a seconda della presenza di fattori di rischio, malattie concomitanti e presenza di eventuale danno d'organo.
La terapia farmacologica del paziente con ipertensione arteriosa può disporre di un'ampia scelta di farmaci, appartenenti a diverse classi, che possono essere somministrati in monoterapia oppure in associazione.
La monoterapia (trattamento antipertensivo con un solo farmaco) è indicata nei pazienti con valori pressori compresi nell'intervallo 140-159/90-99 mmHg (ipertensione di grado 1 secondo le linee guisa ESH/ESC) e un rischio cardiovascolare basso o moderato. La monoterapia dovrebbe essere iniziata utilizzando un basso dosaggio del farmaco; in caso di mancata risposta terapeutica è possibile aumentare il dosaggio del farmaco (dosaggio pieno) oppure utilizzare un farmaco appartenente ad altra classe terapeutica (approccio sequenziale).
Nella maggior parte dei pazienti, il controllo dei valori pressori è ottenuta utilizzando più farmaci antipertensivi (terapia combinata). L'associazione tra farmaci antipertensivi dovrebbe essere utilizzata in caso di pressione arteriosa superiore a 160/100 mmHg; quando il paziente presenta un profilo di rischio cardiovascolare elevato.